# Slovak International 2004
Die Slovak International 2004 im Badminton fanden vom 21. bis zum 24. Oktober 2004 in Prešov statt.

## Sieger und Platzierte
| Disziplin    | Gold                           | Silber                           | Bronze                         |
| ------------ | ------------------------------ | -------------------------------- | ------------------------------ |
| Herreneinzel | Evgenij Isakov                 | Toby Honey                       | Aamir Ghaffar                  |
| Herreneinzel | Evgenij Isakov                 | Toby Honey                       | Alexandr Shchepalkin           |
| Dameneinzel  | Hui Ding                       | Agnese Allegrini                 | Maja Tvrdy                     |
| Dameneinzel  | Hui Ding                       | Agnese Allegrini                 | Maria Kizil                    |
| Herrendoppel | Nikolai Sujew Sergey Ivlev     | Imanuel Hirschfeld Jörgen Olsson | Jürgen Koch Peter Zauner       |
| Herrendoppel | Nikolai Sujew Sergey Ivlev     | Imanuel Hirschfeld Jörgen Olsson | Wouter Claes Frédéric Mawet    |
| Damendoppel  | Lim Pek Siah Chor Hooi Yee     | Sarah Bok Hayley Connor          | Rachel Howard Katie Litherland |
| Damendoppel  | Lim Pek Siah Chor Hooi Yee     | Sarah Bok Hayley Connor          | Maja Kersnik Maja Tvrdy        |
| Mixed        | Nikolai Sujew Marina Yakusheva | Peter Jeffrey Hayley Connor      | Robin Middleton Sarah Bok      |
| Mixed        | Nikolai Sujew Marina Yakusheva | Peter Jeffrey Hayley Connor      | Aqueel Bhatti Katie Litherland |